# قصبة تامدرت
القصبة تامدرت هي قلعة وقصبة في مدينة فاس، المغرب. تقع بالقرب من باب الفتوح جنوب فاس البالي. بُنيت في أواخر القرن السادس عشر من قبل السعديين، الذين كانت عاصمتهم في مراكش وموا ببناء حصونًا حول فاس لإبقائها تحت السيطرة. كان قصبة تامدرت أول حصون السعديين التي بنيت في المدينة، تتكون من حاوية مسورة بسيطة (القصبة)، في حين بدأ السعديون بعد سنوات قليلة في بناء الحصون الأثقل منها برج الشمال، والبرج الجنوبي، والحصون في الجانب الشرقي لفاس الجديد.